# Naturvård

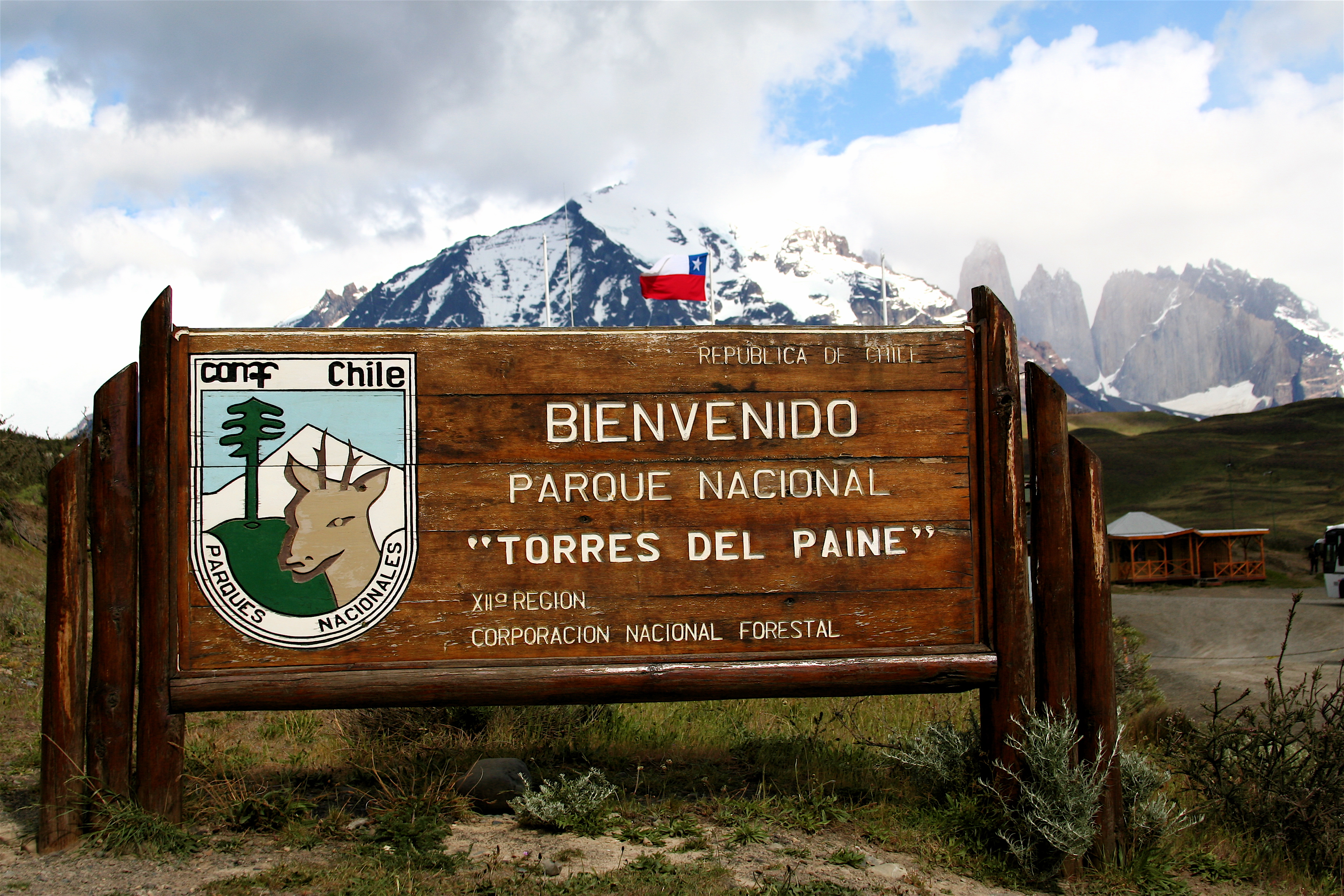
En skylt vid området Parque Nacional Torres del Paine i Chile som anger att platsen är skyddad som nationalpark.

Naturvård, ofta förknippad med det äldre begreppet naturskydd, innebär att man skyddar och vårdar olika typer av natur och arter. Naturvården värnar specifika livsmiljöer för djur och växter i syfte att bevara, gynna och upprätthålla den biologiska mångfalden i vårt land. Naturvård är en statlig och kommunal verksamhet där många myndigheter bidrar; även organisationer, ideella föreningar och privatpersoner praktiserar naturvård i olika former.

## Historia
Sannolikt påverkades ideella krafter och forskare i Europa av att Yellowstone nationalpark bildades i USA 1872. Ödmann m fl betonar att turism- och friluftslivs-intressen var betydelsefulla för tillkomsten av lagen; även enskilda individer var viktiga för riksdagens beslut. Amerikanen Alfred Runte framhöll för USA att skyddet av de stora nationalparkerna där underlättades av att de låg på "värdelös mark" ("theory of worthless land"), en idé som delvis blev kontroversiell.

## Naturvård i Sverige
Naturvården regleras genom lagar, främst miljöbalken samt vissa andra lagar (bland annat Skogsvårdslagen är viktig). Skydd av naturområden för friluftsliv ingår i naturvården, enligt miljöbalken, liksom skydd av den geologiska mångfalden - geologiska företeelser som har höga bevarandevärden. Natur skyddas och vårdas för att bevara en hög mångfald av arter lokalt och regionalt, främst genom att i landet förekommande naturtyper representeras via olika skyddsformer. Naturvård ger varierad natur, rent vatten, vackra utsikter och möjligheter för människor att njuta och dra lärdomar genom undervisning och forskning, idag och i framtiden.

### Historia
Naturskydd och naturvård har en lång historia i Sverige. En första, och viktig lag tillkom i riksdagen 1909. I Sverige instiftades de första (stora) nationalparkerna på mark i fjällen där brukarintressen (förutom renskötseln) knappast fanns, vilket sannolikt bidrog till att riksdagen 1909 klubbade igenom naturskyddslagstiftningen. Sverige blev då ett föregångsland i Europa genom att instifta nationalparker.

### Milstolpar i svensk naturvård
- 1877 – Lektor Pehr Arvid Säve föreslog en djurskyddslag.
- 1880 – Polarforskaren Adolf Erik Nordenskiöld föreslog inrättandet av riksparker i de nordiska länderna.
- 1904 – Den tyske botanisten Hugo Conwentz, ”den moderna naturvårdens skapare” reste runt i Sverige och agiterade för naturvård.
- 1907 – En utredning om ”åtgärder till skydd för vår natur” tillsattes.
- 1909 – Den första naturskyddslagen och lag om nationalparker och naturminnen tillkom, och de första nationalparkerna inrättades, bland andra Sareks, Stora Sjöfallets och Abisko nationalparker. Svenska naturskyddsföreningen bildades.
- 1942 – Muddus nationalpark inrättades.
- 1951 – Ny naturskyddslag och strandlag beslutades träda i kraft från och med 1952.
- 1960 – Utredning om ny naturvårdslag och naturadministration tillsattes.
- 1963 – Statens naturvårdsnämnd tillsattes.
- 1964 – Ny naturvårdslag beslutades gälla från och med 1965.
- 1967 – Statens naturvårdsnämnd ombildades till Statens naturvårdsverk. Under detta lades också flera andra statliga organ med anknytning till naturvård.[6]

### Skydd av områden
- Nationalpark
- Naturreservat
- Kulturreservat
- Riksintresse
- Natura 2000
- Landskapsbildskydd
- Djur- och växtskyddsområde
- Samrådsområden
- Strandskyddsområde
- Miljöskyddsområde
- Vattenskyddsområde
- Biotopskyddsområde
- Naturminne
- Naturvårdsavtal

### Skydd av arter
- Fridlysning
- Skydd mot främmande arter
- CITES, artskydd